# Minas Tirith
Minas Tirith (AFI: 'minas 'tiɾiθ) 'Torre de la Guàrdia', originalment anomenada Minas Ànor 'Torre del Sol', és una ciutat de la Terra Mitjana, el món on té lloc la mitologia narrada per J.R.R. Tolkien. Va ser construïda a la fi de la Segona Edat pels dúnedain que s'exiliaren de Númenor, i fou la capital del regne de Góndor a partir de la segona meitat de la Tercera Edat.
Sovint també és anomenada la Ciutat Blanca o la Ciutat dels Reis. En la llengua dels ròhirrim rep el nom de Múndburg.

## Descripció
La Ciutat Blanca fou construïda sobre un turó i contra el vessant del Mont Mindòl·luin. Es troba orientada a l'est, de cara als Camps del Pelènnor i Osguíliath.
La ciutat estava dividida en set nivells, cadascun d'uns 30 metres d'alçada i envoltats per una muralla blanca. En cada muralla hi havia una porta que connectava els nivells. Una paret de roca vertical, semblant a la quilla de proa d'un vaixell, dividia transversalment tots els nivells excepte l'inferior.
La cara exterior de la setena muralla, la més baixa, era feta de la mateixa pedra negra amb què s'edificà Òrthanc, i tan sols era vulnerable a terratrèmols tan potents com per poder esfondrar els seus fonaments. Al nivell superior s'hi trobava la ciutadella dels reis, coronada per la Torre Blanca d'Ecthèlion, de més de 90 metres d'alçada. En l'espai que quedava entre la ciutat i el Mindòl·luin s'hi trobava Rath Dínen "El carrer silenciós", on s'enterraven els reis de Góndor i els senescals.

## Història

### Minas Ànor
Amb el nom de Minas Ànor, la "Torre del Sol", va ser construïda l'any 3320 de la Segona Edat sota el comandament d'Anàrion, segon fill d'Eléndil i germà d'Isíldur. En aquells temps el regne dúnadan de Góndor s'acabava de fundar i la guerra amb el senyor fosc Sàuron era imminent, motiu pel qual la ciutat es va construir altament fortificada.
El 340 de la Tercera Edat el rei Ostoher va reconstruir la ciutat com la residència d'estiu dels reis de Góndor. Quan la gran plaga va devastar Osguíliath, el rei Taròndor va traslladar la capital a Minas Àrnor.
El 2002 la ciutat germana de Minas Íthil, la "Torre de la Lluna", va ser capturada pels Nazgûl i rebé el nom de Minas Mórgul: "Torre de la Bruixeria". Aleshores, els gondorians van rebatejar Minas Ànor amb el nom de Minas Tirith, que significa "Torre de la Guàrdia", per indicar que a partir d'aleshores s'estaria atent als moviments de Mórdor.

### La Guerra de l'Anell
Durant la Guerra de l'Anell (3018-3019), el declivi dels dúnedain havia deixat Minas Tirith amb menys de la meitat de la població que hi podia cabre. Les seves defenses a Osguíliath i a Rammas Èchor van caure davant l'avanç de l'exèrcit de Mórdor, que penetrà als camps de Pelènnor.
Minas Tirith va ser assetjada per les tropes de Sàuron, i els seus aliats orientalencs i haradrim. Les muralles de la ciutat van resistir, però l'ariet Grond i la bruixeria del capità dels Nazgûl van rompre les portes de la ciutat.
L'arribada dels genets ròhirrim del rei Théoden, i de la flota de Pelàrguir capitanejada per Àragorn, van salvar la ciutat del saqueig i desembocaren en la batalla dels Camps de Pelènnor. Davant les muralles de la ciutat, l'exèrcit de Mórdor van ser derrotats.

### Després de la Guerra
Després de la destrucció de l'Anell i de Sàuron, Àragorn va ser coronat devant de Minas Tirith amb el nom de Rei Elèssar, i va entrar a la ciutat com a Rei.
Durant la Quarta Edat, Guimli i alguns nans més de la casa de Durin van reconstruir les portes de la ciutat amb mithril. Va continuar sent la capital de Góndor, i va tornar a ser coneguda amb el nom de Minas Ànor.